# Лигциемс (остановочный пункт)
Ли́гциемс (латыш. Līgciems) — железнодорожный остановочный пункт на линии Вентспилс — Тукумс II, в посёлке Лигциемс Кандавской волости Кандавского края Латвии, между станциями Кандава и Сабиле. Открыт в 1931 году. После закрытия маршрута Рига — Вентспилс в 2001 году остановочный пункт более не используется.